# Doraemon y el nacimiento de Japón (película de 2016)
Doraemon y el nacimiento de Japón (映画ドラえもん 新・のび太の日本誕生 Eiga Doraemon Shin · Nobita no Nippon Tanjō?, lit. Doraemon, la película: el nuevo nacimiento del Japón de Nobita) es una película de anime japonesa, basada en varios episodios de Doraemon. Dirigida por Yakuwa Shinnosuke, se estrenó el 5 de marzo de 2016 en Japón. Dentro del universo de Doraemon, es la película número 36 de la saga.
Se estrenó en 374 salas de cine de Japón, recaudando más de 5,6 millones de dólares en la primera semana. Se mantuvo en dicha posición por dos semanas más aumentando la recaudación en 14 millones de dólares. La película estuvo en cartelera hasta el 15 de mayo, recaudando un total de 37 millones de dólares, lo que convirtió a esta película en la más taquillera de la saga en ese momento —la superó Eiga Doraemon Nobita no Takarajima, estrenada en 2018—.

## Doblaje
| Personaje              | Actor de voz (Japón) | Actor de doblaje (España) |
| ---------------------- | -------------------- | ------------------------- |
| Doraemon               | Wasabi Mizuta        | Estívaliz Lizárraga       |
| Nobita Nobi            | Megumi Ohara         | Nuria Marín Picó          |
| Shizuka Minamoto       | Yumi Kakazu          | Sonia Torrecilla          |
| Suneo Honekawa         | Tomokazu Seki        | Antón Palomar             |
| Takeshi «Gigante» Gōda | Subaru Kimura        | Alberto Escobal García    |